# 督脉

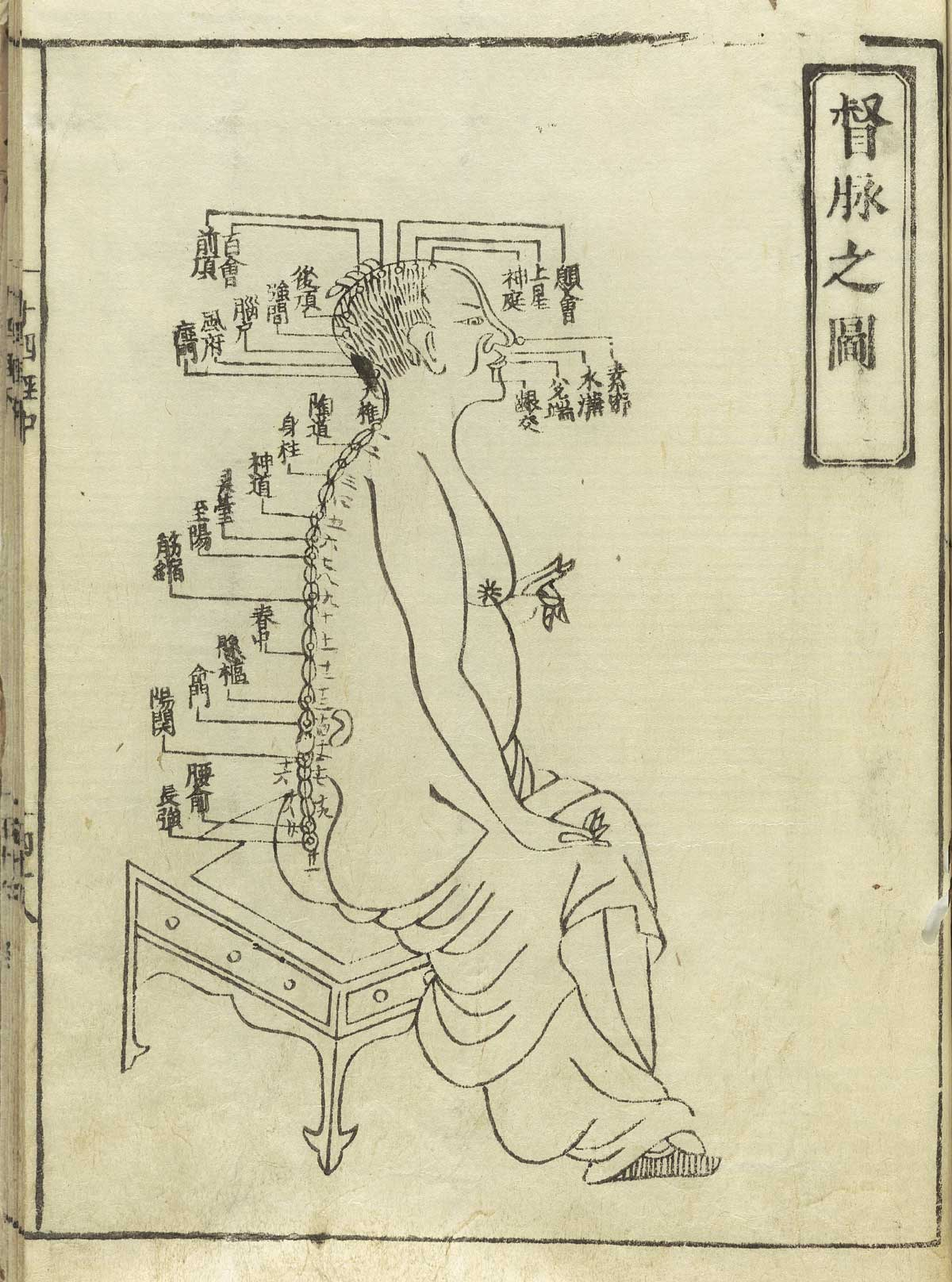

督脈（Du Meridian，DU）是一條經脈，奇經八脈之一，起於長強，止於齦交，共28個腧穴。
督脈位於背後中脊，總制諸陽，故謂之“督”，是奇經八脈的主脈，與六陽經有聯繫，是“陽脈之海”。督脈與腦、髓、骨息息相關，所謂“腎主骨生髓”、“腎藏精，精生髓，髓養骨”、“腦為髓之海”。任脈與督脈必相交，下交於會陰之間，上則交於唇。

## 经脉循行
督脈起於小腹內，下出於會陰，向後行於脊柱的內部，上達項後風府，進入腦內，上行巔頂，沿前額下行鼻柱。

## 主治概要
患督脈疾病者的病候：腰痛、遺精、白帶、氣喘、癲癇、聾啞、頭痛、脊柱強直。

## 腧穴
《督脈分寸歌》述督脈的穴位：“尾閭骨端是長強，二十一椎腰俞當。十六陽關十四命，三一懸樞脊中央。十椎中樞筋縮九，七椎之下乃至陽。六靈五身三身柱，陶道一椎之下鄉。一椎之上大椎穴，上至髮際啞門行。風府一寸宛中取，腦戶二五枕之方。再上四寸強間位，五寸五分後項強。七寸百會頂中取，耳尖前後髮中央。前頂前項八寸半，前行一尺鹵會量。一尺一寸上星位，前髮尺二神庭當。鼻端準頭素骨翏穴，水溝鼻下人中藏。兌端唇上端上取，齦交唇內齒縫鄉。”
1. 長強，絡穴
2. 腰俞
3. 腰陽關
4. 命門
5. 懸樞
6. 脊中
7. 中樞
8. 筋縮
9. 至陽
10. 靈臺
11. 神道
12. 身柱
13. 陶道
14. 大椎
15. 瘂門
16. 風府
17. 腦戶
18. 強間
19. 後頂
20. 百會
21. 前頂
22. 顖會
23. 上星
24. 神庭
25. 素髎
26. 水溝
27. 兌端
28. 齦交